# Pterois miles

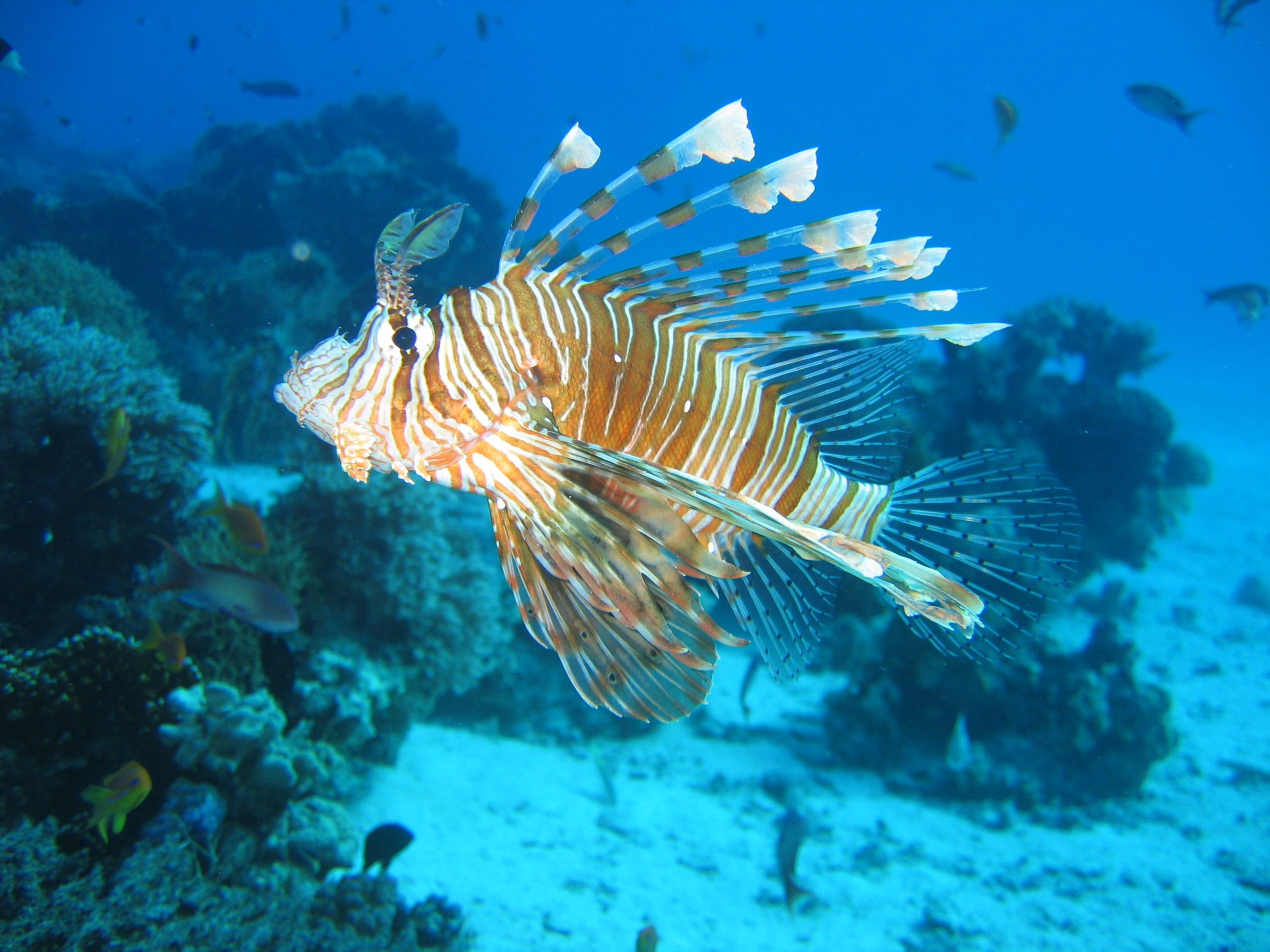
Un Pterois miles en un escull de coral

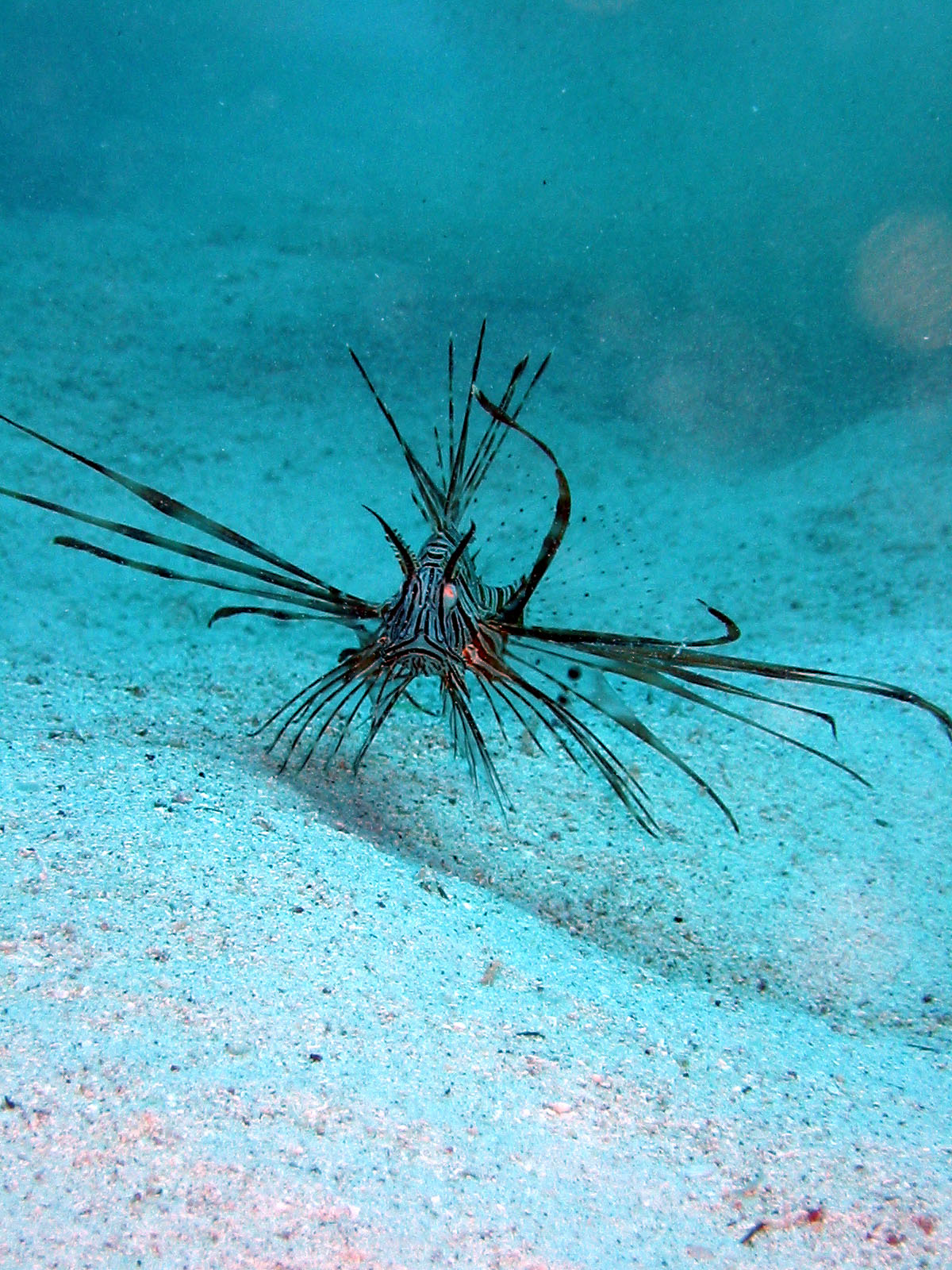
Vista frontal

Pterois miles o Peix lleó és una espècie de peix pertanyent a la família dels escorpènids.

## Descripció
- Fa 35 cm de llargària màxima.
- És vermellós, tirant a marró o gris, i amb nombroses franges primes fosques en el cos i el cap.
- Els adults tenen una banda de petites espines al llarg de la galta.[3]

Les espines de les aletes són molt verinoses i poden causar la mort als humans.

## Depredadors
A Israel és depredat per Fistularia commersonii.

## Hàbitat
És un peix marí, associat als esculls de corall i de clima tropical que viu fins als 60 m de fondària en aigües costaneres.

## Distribució geogràfica
Es troba des del mar Roig fins a Port Alfred (Sud-àfrica) i Sumatra (Indonèsia). També és present a la Mediterrània oriental, tot i que en aquesta regió és una espècie invasora.
El peix lleó es considera especialment nociu al Mediterrani perquè pot trastocar un vast entorn marí devorant gambetes, crancs i peixos més petits. El seu estómac pot inflar-se fins a trenta voltes el volum original i és, també, un peix molt resistent, capaç de passar-se un mes sense menjar. Té espines verinoses que dissuadeixen qualsevol possible depredador; una sola femella pot pondre dos milions d’ous l’any.